# КК Бург
Бург баскет, или ОК Бург или једноставно Бург, је француски кошаркашки клуб, смештен у Бург ан Брес, тренутно се такмиче у Про А лиги.  Њихова арена је Екинокс, са капацитетом од 3.548 седишта.

## Историја
Године 2014, Бург је добио своју нову арену Екинокс која је заменила Халу спортова. Исте године клуб је изборио пласман у највиши ранг, Про А лигу, освојивши Про Б лигу у плеј-офу. Из Про А испадају наредне 2014/15. сезоне. 
У сезони 2019/20, Бург је завршио на 5. месту, али је сезона прекинута услед избијања пандемије вируса корона. У сезони 2020/21, Бург је дебитовао у европским такмичењима, у другом рангу УЛЕБ такмичења, Еврокупу.

## Успеси
- Про Б

Шампион: 2016/17.
- Куп лидера

Другопласирани: 2006
- Про Б Куп лидера

Шампион: 2016

## Учинак по сезонама
| Сезона  | Бр. | Лига  | Поз. | Рез.  | Куп           | Друга такмичења | Друга такмичења | Европска такмичења | Европска такмичења |
| ------- | --- | ----- | ---- | ----- | ------------- | --------------- | --------------- | ------------------ | ------------------ |
| 2011–12 | 2   | Про Б | 9.   |       |               |                 |                 |                    |                    |
| 2012–13 | 2   | Про Б | 8.   |       |               |                 |                 |                    |                    |
| 2013–14 | 2   | Про Б | 2.   |       |               |                 |                 |                    |                    |
| 2014-15 | 1   | Про А | 18.  |       |               |                 |                 |                    |                    |
| 2015–16 | 2   | Про Б | 5.   |       |               | Лидер Куп Про Б | Ш               |                    |                    |
| 2016–17 | 2   | Про Б | 1.   |       |               | Лидер Куп Про Б | ПФ              |                    |                    |
| 2017–18 | 1   | Про А | 9.   | 17–17 | Осмина финала |                 |                 |                    |                    |
| 2018–19 | 1   | Про А | 9.   | 19–15 | 1/32          |                 |                 |                    |                    |
| 2019–20 | 1   | Про А | 5.   | 16–9  | Eightfinalist |                 |                 |                    |                    |
| 2020-21 | 1   | Про А | 5.   | 22–12 |               |                 |                 | 2 Еврокуп          | ОФ                 |